# 歐洲攻略
《歐洲攻略》是一部2018年上映的動作電影，由馬楚成執導。為馬楚成“攻略”系列第三部作品。影片由梁朝偉、林子祥、吳亦凡、唐嫣、杜鵑領銜主演。取景於歐洲、美國及上海。亦是繼《韓城攻略》後時隔多年，馬楚成和梁朝偉第三度合作該系列電影。
影片雖然是“攻略”系列電影第三作，但除了主角梁朝偉於全三作登場外，角色（包括主角名字由「林貴仁」換成「林在風」）及故事皆與前兩作獨立成篇而沒有關聯。
2018年8月17日在中國大陸上映，香港於8月30日上映，台灣預計於9月28日上映。

## 故事
林在風（梁朝偉 飾）和王朝英（唐嫣 飾）分別列爲「江湖第一人」和「江湖第二人」，多年來無人能夠撼動其地位。而他們彼此亦敵亦友，相互欣賞又互相爲敵。世界頂級駭客聽風者（林子祥 飾）精心設計的地震飛彈「上帝之手」被神祕人蘇菲（杜鵑  飾）偷走，美國CIA同時委派林在風和王朝英兩人追查。兩人此次原本以爲只是一場賞金獵手間的謀略較量，卻在過程中救下了年輕黑客洛奇（吳亦凡 飾），引出了歐洲黑手黨。在歐洲黑幫、美國CIA、歐盟打擊犯罪聯盟特工們的全力搜捕下，他們發現原來事件背後還隱藏了驚天大陰謀……

## 演員
| 演員                 | 角色          |
| 梁朝偉               | 林在風        |
| 林子祥               | 聽風者        |
| 吳亦凡               | 洛奇 (Rocky)  |
| 唐嫣 （粵配:滕麗名） | 王朝英        |
| 杜鵑 （粵配:蔣祖曼） | 蘇菲 (Sophie) |
| 謝婷婷               | 酒吧老闆      |
| 元秋                 | 金剛腿        |
| 劉家勇               | 刀神          |
| 羅莽                 | 鐵布衫        |
| 周小飛               |               |
| 陳語安               | 聽風者女兒    |
| 林德信               | 聽風者兒子    |

## 電影原聲帶
| 曲別   | 歌名 | 演唱者 | 作詞   | 作曲   |
| 主題曲 | 攻歐 | 林子祥 | 袁兩半 | 林子祥 |

## 票房
- 上映首日票房獲得9255萬。
- 8月22日，累積票房突破1.35億。[3]

## 製作與發行
- 电影《欧洲攻略》是“攻略”系列的第三部作品，影片被曝光在欧洲热拍。
- 该片筹备、拍摄及制作长达三年，投资3亿。
- 2016年8月31日，在意大利正式開拍[4]。
- 2017年11月24日，吳亦凡在個人微博曝光一支在劇組拍攝“假人挑戰”的影片。[5]
- 2018年1月5日，首波劇照曝光。[6]
- 2018年2月6日，在北京舉行發佈會及曝光首支先導預告。[7]
- 2018年7月17日，官方微博宣布定檔8月17日，並曝光另一支預告。[8]翌日香港發行方面亦公開粵語版預告及香港上映日期。[9]
- 2018年8月13日，在北京舉行“全球首映新聞發佈會”以及路演。[10]
- 2018年8月14日，舉行上海見面會。[11]

## 外部連結
- 香港影庫上《歐洲攻略》的資料（繁體中文）
- 《歐洲攻略》的新浪微博
- 豆瓣电影上《歐洲攻略》的資料 （简体中文）
- 时光网上《歐洲攻略》的資料（简体中文）
- 互联网电影数据库（IMDb）上《歐洲攻略》的资料（英文）